# Уэда, Тадахико
Тадахико Уэда (яп. 上田 忠彦; 3 августа 1947, Укё — 15 апреля 2015, Хигасиоми, Сига) — японский футболист. Выступал за сборную Японии.

## Клубная карьера
После окончания университета Хосэй в 1970 году Уэда стал игроком «Ниппон Стил». И в первом же сезоне был включен в символическую сборную чемпионата. Но после этого провел в команде всего три года и завершил карьеру. За это время провел 60 матчей и забил 25 голов в чемпионате.

## Карьера в сборной
2 августа 1970 года Уэда дебютировал за сборную Японии в матче против Южной Кореи. В декабре он был вызван в национальную команду на Летние Азиатские игры 1970 года. Он играл в матчах квалификации на летние Олимпийские игры 1972 года. Встреча с Малайзией стала его последней игрой за Японию. Всего Уэда провел 13 игр и забил 7 голов, завершив выступления в 1971 году.
15 апреля 2015 года Уэда умер от рака легких в возрасте 67 лет.

## Достижения

### Личные
- Символическая сборная JSL D1: 1970

## Статистика

### В сборной
| Сборная Японии | Сборная Японии | Сборная Японии |
| Год            | Матчи          | Голы           |
| -------------- | -------------- | -------------- |
| 1970           | 10             | 7              |
| 1971           | 3              | 0              |
| Итого          | 13             | 7              |